# Tam Thành
Tam Thành is een xã in het district Phú Ninh, een van de districten in de Vietnamese provincie Quảng Nam. Tam Thành heeft ruim 8600 inwoners op een oppervlakte van 16,4 km².

## Geografie en topografie
Tam Thành ligt in het noorden van het district en grenst aan Thăng Bình.